# Семёнов, Николай Фёдорович
Николай Фёдорович Семёнов (1904—1980) — капитан Рабоче-крестьянской Красной Армии, участник Великой Отечественной войны, Герой Советского Союза (1945).

## Биография
Николай Семёнов родился 28 апреля 1904 года в деревне Алабушево (ныне — Солнечногорский район Московской области). После окончания землеустроительного техникума и трёх курсов Гидромелиоративного института работал в Министерстве лесной промышленности СССР. В июле 1941 года Семёнов был призван на службу в Рабоче-крестьянскую Красную Армию и направлен на фронт Великой Отечественной войны.
К июлю 1944 года гвардии лейтенант Николай Семёнов командовал ротой 93-го гвардейского отдельного сапёрного батальона 84-й гвардейской стрелковой дивизии 11-й гвардейской армии 3-го Белорусского фронта. Отличился во время освобождения Литовской ССР. В ночь с 16 на 17 июля 1944 года рота Семёнова переправилась через Неман в районе Алитуса и захватила плацдарм на его западном берегу, после чего переправила артиллерийские орудия и отразила все немецкие контратаки.
Указом Президиума Верховного Совета СССР от 24 марта 1945 года за «образцовое выполнение заданий командования и проявленные мужество и героизм в боях с немецкими захватчиками» гвардии лейтенант Николай Семёнов был удостоен высокого звания Героя Советского Союза с вручением ордена Ленина и медали «Золотая Звезда» за номером 4209.

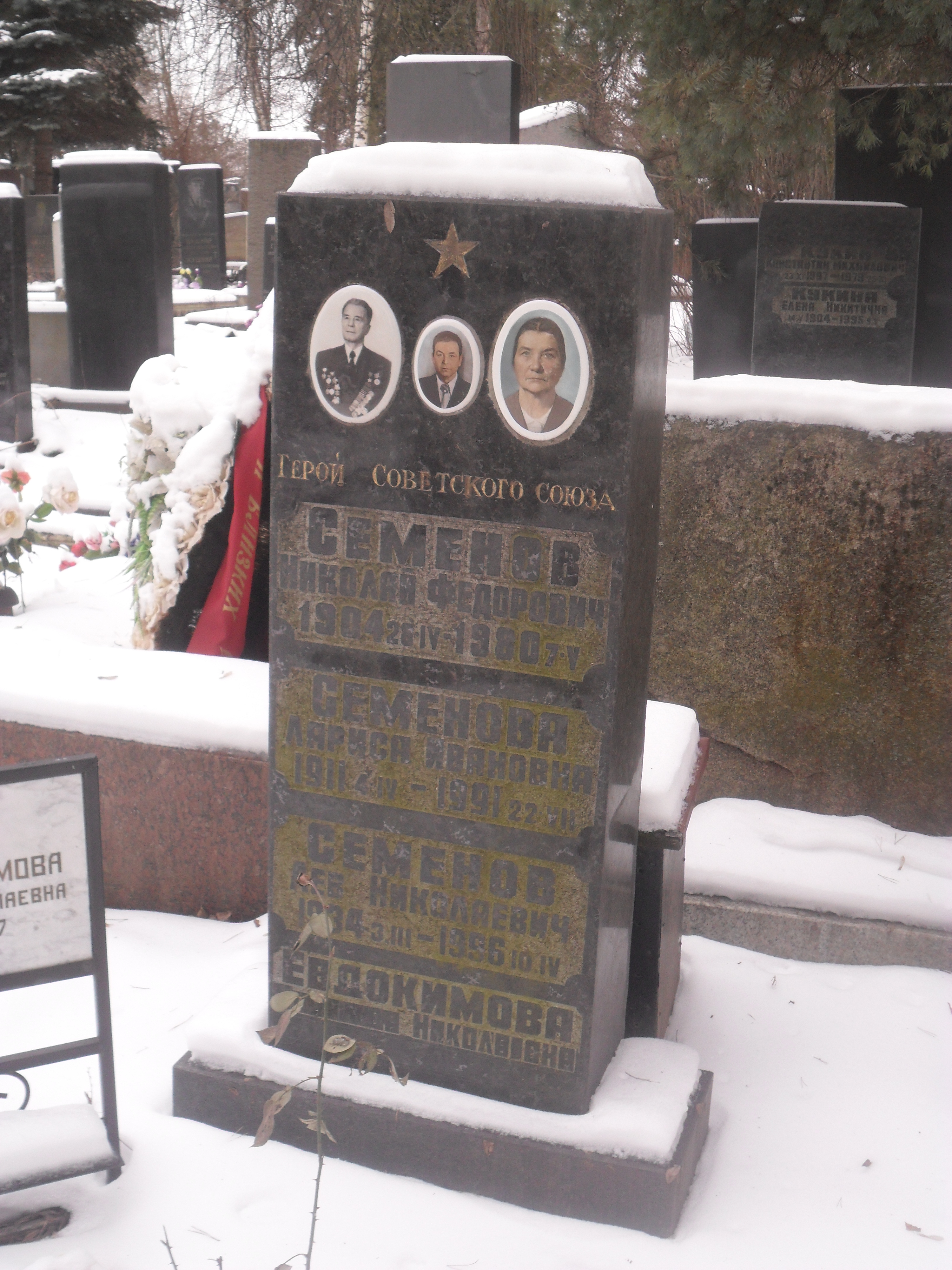
Могила Семёнова на Кунцевском кладбище Москвы.

После окончания войны в звании капитана Семёнов был уволен в запас. Проживал в Москве, работал сначала в Министерстве лесной промышленности СССР, затем в научно-исследовательском институте. В 1955 году окончил Московский лесотехнический институт.
Скончался 7 мая 1980 года, похоронен на Кунцевском кладбище Москвы.
Был также награждён орденами Отечественной войны 1-й и 2-й степеней, Красной Звезды, рядом медалей.